# Mroczysław
Mroczysław, Mroczesław, Mroczsław, Mrocsław, Mrocław, Mrosław – staropolskie imię męskie, złożone z dwóch członów: Mroczy- ("ściemniać się, chmurzyć") i -sław ("sława").
Mroczysław imieniny obchodzi 8 stycznia.